# サイ
サイ（犀）は、奇蹄目サイ科（サイか、Rhinocerotidae）に分類される構成種の総称。

## 分布
世界には5種のサイが現生しており、アフリカ大陸の東部と南部（シロサイ、クロサイ）、インド北部からネパール南部（インドサイ）、マレーシアとインドネシアの限られた地域（ジャワサイ、スマトラサイ）に分布している。現生のサイは体毛がなく（或いは薄く）、寒冷地域には分布していない。
かつてサイ科の属する奇蹄目は、始新世から漸新世にかけて繁栄し、240属と多様性を誇った。サイの祖先たちは、ほぼ全ての地域（可住域）に分布した。特に漸新世には陸上哺乳類史上最大の種（パラケラテリウム）が現れるなど、繁栄を極めた。しかし中新世以降は地球の寒冷化によって多くの種が絶滅し、またウシ亜目などの反芻類の進化に押されて衰退し、更には人間の狩猟と乱獲、開発によって、現在の分布になったと考えられる。

## 形態
シロサイは体長370 - 400センチメートル、体重2,300キログラム（最大で3600kgという記録がある）。現生種ではインドサイ・シロサイはオスがメスよりも大型になるが、他種は雌雄であまり大きさは変わらない。皮膚は非常に分厚く硬質で、1.5 - 5.0cmの厚みを持ち、格子構造になったコラーゲンが層をなしている。皮膚はあらゆる動物の中でも最硬といわれ、肉食獣の爪や牙を容易には通さない。インドサイ等は、だぶついた硬い皮膚が特徴的で、体全体が鎧で覆われているように見える。体色は灰色をしている種が多いが、サイは泥浴びを好み、水飲み場などでよくこれを行うので、土壌の色で茶色などを帯びたように見えることもある。スマトラサイを除き体毛がない。しかし耳介の外縁や睫毛、尾の先端に毛を残している。幼獣は成獣より毛深く、成熟するにつれて体毛が薄くなる。スマトラサイは耳介も含めて全身が粗く長い茶褐色の体毛で被われているものの、野生種では泥にまみれるか、抜け落ち、あまり目立たない。

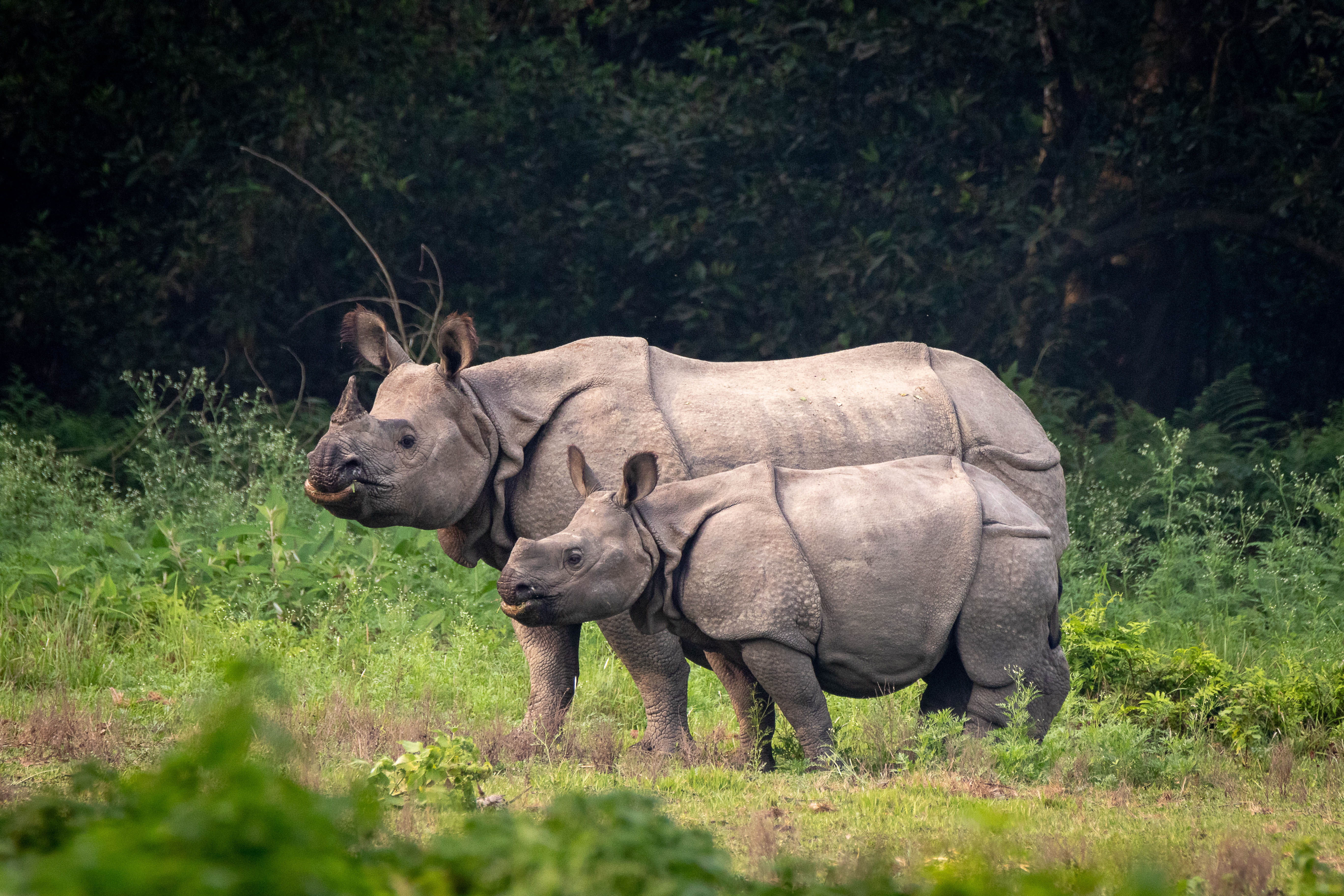
鎧のような皮膚と、頭部の角を持つインドサイ

非常に大きな頭蓋骨は、前後に長く、後頭骨が立ち上がっている。鼻骨は大きく前か上にせり出し、前上顎骨よりも前に飛び出る。角が接合する部分は、鼻骨の表面がカリフラワー状に荒れている。頭部に1本（インドサイ属）または2本（クロサイ・シロサイ・スマトラサイ）の角がある。ラテン語の呼称および英名のrhinocerosはこの角に由来し、古代ギリシャ語で鼻を指すrhisと角を指すcerasを組み合わせたものとされる。スマトラサイでは後方の角が瘤状にすぎない個体もいたり、ジャワサイのメスには角のない個体もいる。角はケラチンの繊維質の集合体で、骨質の芯はない（中実角）。何らかの要因により角がなくなっても、再び新しい角が伸びる。シロサイやクロサイでは最大1.5mにもなる。サイの角は肉食動物に抵抗するときなどに使われる。オスのほうがメスより角が大きい。目は小さく、視力は非常に弱い。シロサイは30mも離れると動かないものは判別できない。嗅覚は非常に発達する。聴覚も発達し、耳介は様々な方向へ向け動かすことができる。脳は哺乳類の中では比較的小さい（400 - 600g）。後腸をもつ後腸発酵草食動物で、必要とあらば樹皮のような硬い植物繊維質も食料源とすることができる。単胃であるため採食が頻繁で、反芻しない。体は硬い皮膚に覆われているが口先はやわらかく、感覚に優れている。口先の形状は種によって異なり、種によって食性が微妙に違うことを示している。吻端はシロサイを除いて尖る。インドサイやクロサイは上唇の先端がよく動き、木の枝などを引き寄せることができる。シロサイは頭部が長くて唇が幅広く、丈が短い草本を一度に広い範囲で食べることに適している。
24本から34本の歯を持ち、小臼歯と大臼歯ですり潰す（歯式は 1-2/0-1, 0/1-1, 3-4/3-4, 3/3）。アジアのサイの下顎切歯を除けば、犬歯および切歯は痕跡的である。これは突進時の衝撃への適応と考えられている。アフリカのサイ2種は前歯を持たず、その代わりに口先（吻）で餌を挟み取る。四肢は短く頑丈で、指趾は3本。
乳頭は後肢の基部にあり、乳頭数は2個。精巣は陰嚢内に下降しない。陰茎は後方を向き、雌雄共に後方に向かって尿をする。出産直後の幼獣はやや小型で、体重で比較すると母親の約4 %（インドサイ・シロサイ約65キログラム、クロサイ約40キログラム）しかない。

## 分類
世界には4属5種が現生している。しかし地質時代を含めるなら、これらは僅かな一部分でしかない。サイ科は絶滅した種を含めて分類すべきだが、本節ではまず現生種の分類とその特徴を記す。絶滅化石種を含めた分類は#化石種も含めた分類を参照。
以下の分類はOwen-Smith・(1986)・増井(1992)・MSW3(Grubb,2005)、和名はOwen-Smith(1986)・増井(1992)、英名はMSW3(Grubb,2005)に従う。
- シロサイ属 Ceratotherium
  - Ceratotherium simum シロサイ White rhinoceros

- スマトラサイ属 Dicerorhinus
  - Dicerorhinus sumatrensis スマトラサイ Sumatran rhinoceros[8]

- クロサイ属 Diceros
  - Diceros bicornis クロサイ Black rhinoceros[16]

- インドサイ属 Rhinoceros
  - Rhinoceros sondaicus ジャワサイ Javan rhinoceros[8]
  - Rhinoceros unicornis インドサイ Indian rhinoceros[17]

## 進化

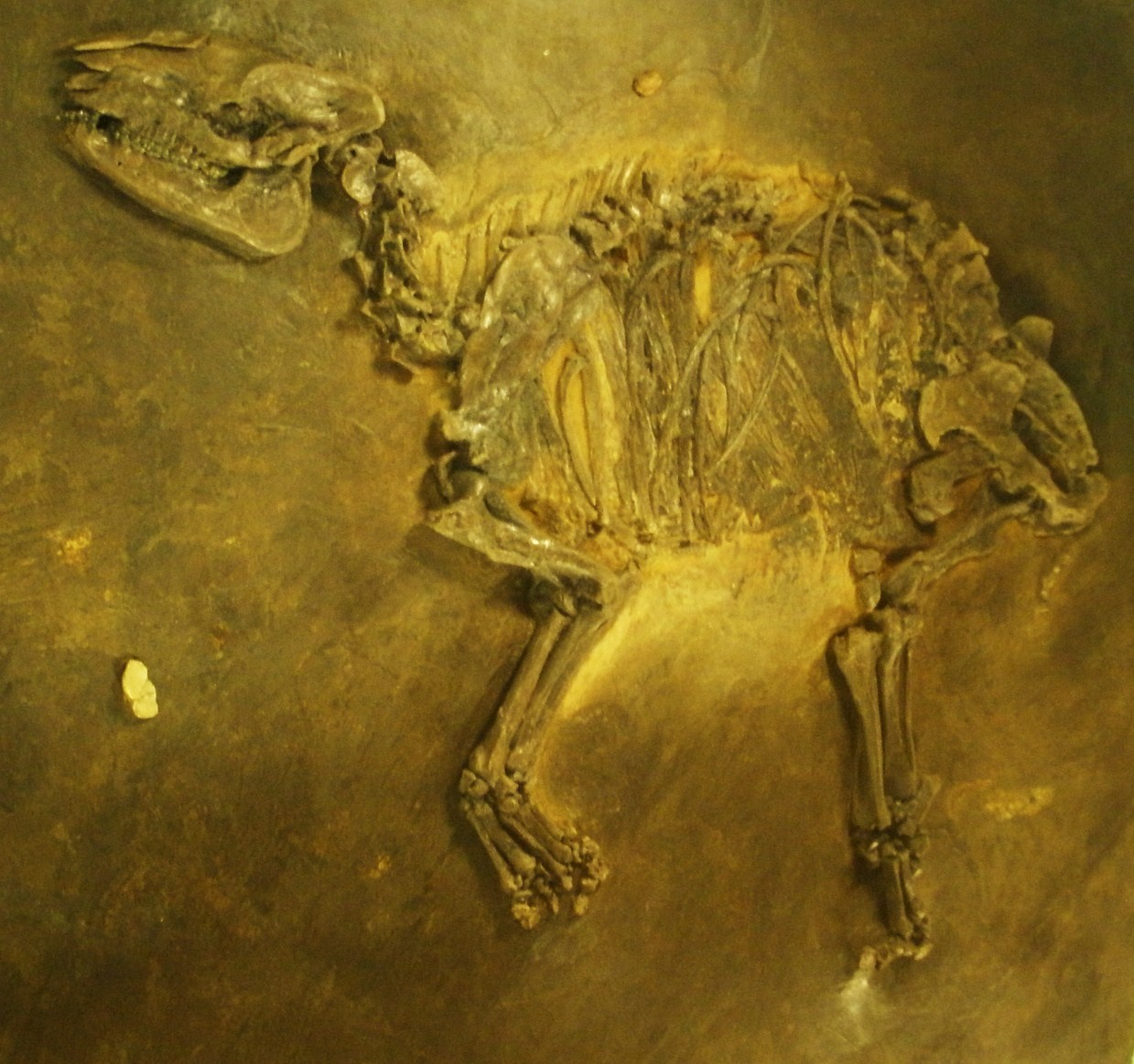
ヒラキウスの化石。前肢4つ後肢3つの指、頭蓋骨の形状、歯などに注目。フランクフルトゼンケンベルク自然博物館蔵

サイの進化は、他の奇蹄目の進化よりも複雑である。サイは新生代初期に多種多様な変化を遂げた。特に漸新世から中新世においては他の奇蹄目と同様に豊富な種をもっていた。ほぼ全ての可住域に適応放散した。しかし、現在は絶滅の方向に向かっているように見受けられる。サイのいくつかの系統には、平行進化の痕跡が見られるため、ここでは最古のサイから現生のサイへ続く系統に絞って記述する。したがって、記述は主に始新世と漸新世に限定される。
サイは始新世前期、約4700万年前に他の奇蹄目から分岐した。角のない小さなサイの祖先ヒラキウス(Hyrachyus)属のHyrachyus eximius は、北米で発見された。このサイはサイというより、バクや小さな馬に似ている。これをサイ上科でなくバク上科に分類する専門家も多い。ウマ科の最古の祖先として有名なヒラコテリウム(Hyracotherium)ともよく似ている。このヒラキウスから、最古のサイとされるヒラコドン科トリプロプス(Triplopus)が誕生した。
しかしこの説には若干の疑いが残っている。始新世中期後半のヒラキウスと、始新世後期のトリプロプスの種の間に、歯科形態の類似性が見られることがこの説の根拠となっているが、ヒラキウスの蹄の数は前肢4つ後肢3つであるのに対しトリプロプスは四肢すべてが3つの蹄である等の相違点もあるからだ。またヒラコドン科の多くが体長5フィート肩高1.5-2フィート程度の大型動物であるのに対し、ヒラコドン科トリプロプスが特筆すべき小ささであることも注意すべき点である。
いずれにせよ、始新世後期までにサイは、ヒラコドン科、アミノドン科、サイ科の3科になった。これらは、しばしばサイ上科(Rhinocerotoidea)としてまとめられる。

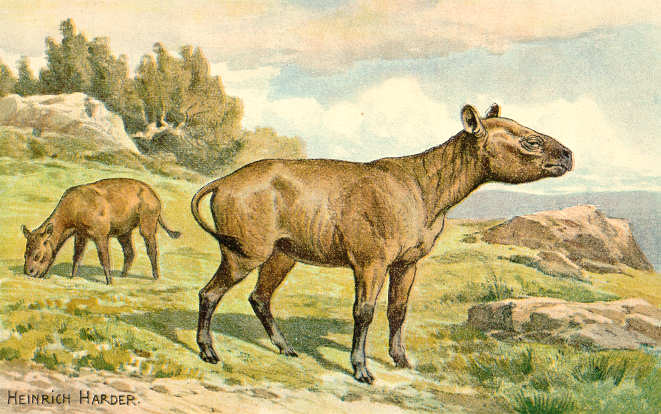
ヒラコドン。角がない。仔馬のよう。

ヒラコドン科　Hyracodontidae
- 主要な記事： ヒラコドン科

始新世中期から中新世前期（5580-2200万年前）にかけて北米、ヨーロッパ、アジアに広がっていた。絶滅した科。角を持たない。ヒラコドン科は「走るサイ（running rhinos）」として知られ、脚が細長く快速に疾走することができ、現生のサイよりも馬に似ていた。ただ、歯の構造は既にサイそのものだった。最小のヒラコドン科の種は犬程度の大きさだったが、最大のものはパラケラテリウム(Paraceratherium)で、体長10メートル体高7メートル体重15トン程度と推定されており、これは史上最大の陸上哺乳類であると考えられている。キリンのように木から葉を食べた。なお、この科が後述のサイ科の祖先であることがわかっている。

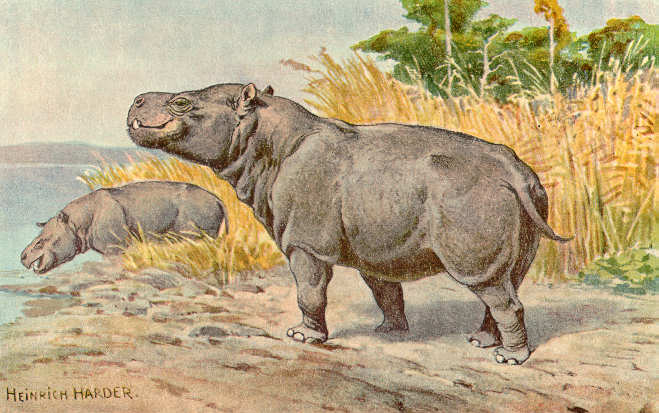
アミノドン科メタミノドン。角がない。水生生活に適応。

アミノドン科　Amynodontidae
- 主要な記事： アミノドン科

始新世中期から漸新世前期にかけて北米、ヨーロッパ、アジアに広く分散、生息していた。一部の種は漸新世後期まで残っていたものの、絶滅した。角を持たない。アミノドン科は「水生サイ（aquatic rhinos）」として知られている。この科の種はカバのような生態や外観をもち、川や湖に生息し、水草も食べるなど、カバと同じような水生適応を多く持つ。祖先がバク類であることは判明しているが、他の2科に比べその祖先が不明確。日本の炭田でも化石が発見されており、ワタナベサイ(Amynodon watanabei)などの例がある。
サイ科　Rhinocerotidae

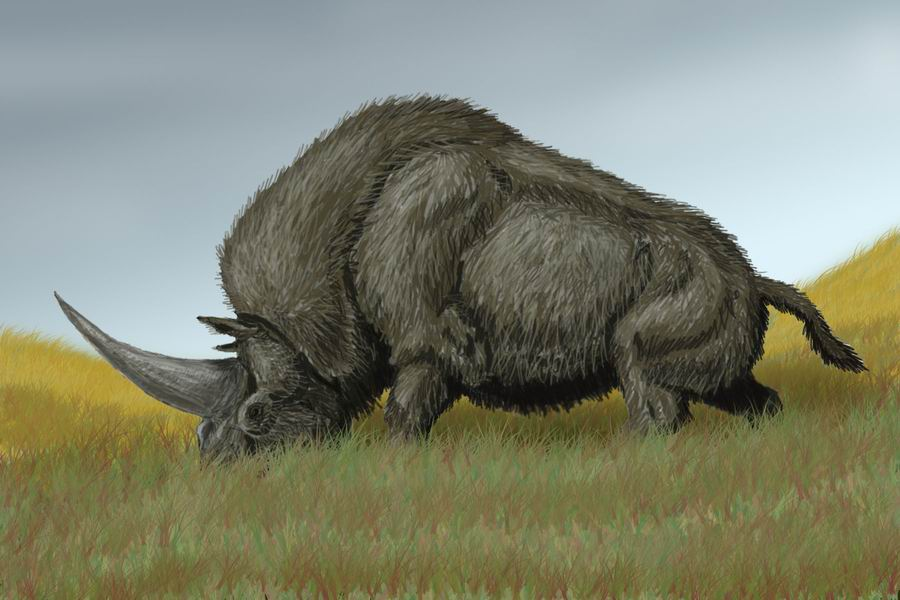
サイ科エラスモテリウム。氷期を生き抜いた。

サイ科(Rhinocerotidae)は始新世後期にユーラシア大陸で誕生し、すべての現生のサイはこれに属している。かつて、サイ科の種は小型且つ豊富だった。漸新世中期における絶滅の波が小型種のほぼ全てを一掃するまでは、少なくとも26属がユーラシアと北アメリカに生息していた。この絶滅の波の後でも、いくつかの独立した系統は生き残った。Menoceras は豚程度大きさで、鼻の上部に左右に並ぶ角を持っていた。北米のテレオケラス(Teleoceras)は樽型の胴体と短い肢を持ち、約500万年前まで生息していた。アメリカでは鮮新世にすべてが絶滅した。
現生のサイは、中新世にアジアから拡散し始めたと考えられている。最新の氷期を生き抜いたケブカサイ(Coelodonta antiquitatis/毛深犀)とエラスモテリウム(Elasmotherium)がそれにあたり、この両種は1万年前という最近までヨーロッパに定住していた。ケブカサイは中国周辺で約100万年前にいた事が確認されており、60万年前にはヨーロッパに到着していた。20万年前にヨーロッパで再び確認され、ケナガマンモス同様繁栄していた。しかし、最終的には初期の人間によって狩られ、絶滅した。またエラスモテリウムは体長5メートル、体高2メートル、体重5トン、前頭骨に巨大な一本の角、長冠歯、早く走れる長い肢を持ち、更新世中期氷河時代を生き抜いた巨大なサイとして知られている。ユニコーン伝説の正体と考えられることもある。
角のあるサイは、漸新世終盤から中新世にかけてやっと歴史に登場した。現生のサイで最古の属は、1500万年以上前に出現したスマトラサイ属(Dicerorhinus)である。前後2本の角をもつ。スマトラサイは他の現生種との関係よりケブカサイとの関係が密接だった。インドサイ属(Rhinoceros)のジャワサイとインドサイの2種は、イッカクサイとも呼ばれ、角を1つ持つ。中新世中期までその祖先を遡れる。インドサイとジャワサイは密接に関連しながら、アジアにおけるサイの主流となった。インドサイとジャワサイの祖先は200-400万年前に分岐した。現生のアフリカのサイの起源は、中新世後期（600万年前）のCeratotherium neumayriやParadiceros mukiriなど諸説ある。現生種の両系統は、クロサイの祖先と思われるDiceros praecoxの化石が示す鮮新世前期（150万年前）に分岐したとされる。シロサイとクロサイは現在も非常に近縁かつ密接に関係し、互いに交尾し正常に子孫を残すことができる。
上記の3科以外にも、北米で一般化したAphelops、テレオケラス(Teleoceras) のように、新生代には多くの種が発生した。

### 化石種も含めた分類
- Family Rhinocerotidae サイ科[24]
  - †Teletaceras
  - †Uintaceras
  - Subfamily Rhinocerotinae
    - Tribe Aceratheriini
      - †Aceratherium lived from 33.9 to 3.4 Ma
      - †Acerorhinus 13.6–7.0 Ma
      - †Alicornops[25] 13.7–5.3 Ma
      - †Aphelops 20.43–5.33 Ma
      - †Chilotheridium[26] 23.0–11.6 Ma
      - †Chilotherium 13.7–3.4 Ma
      - †Floridaceras 20.4–16.3 Ma
      - †Hoploaceratherium[27] 16.9–16.0 Ma
      - †Mesaceratherium
      - †Peraceras 20.6–10.3 Ma
      - †Plesiaceratherium 20.0–11.6 Ma
      - †Ronzotherium 37–23 Ma
      - †Shansirhinus
      - †Sinorhinus[28]
      - †Subchilotherium[29]

    - Tribe Teleoceratini
      - †Aprotodon[30] 28.4–5.330 Ma
      - †Brachydiceratherium[31]
      - †Brachypotherium 20.0–5.33 Ma
      - †Diaceratherium 28.4–16.0 Ma
      - †Prosantorhinus 16.9–7.25 Ma
      - †Shennongtherium
      - †Teleoceras 16.9–4.9 Ma

    - Rhinocerotina バーディガリアン–Present
      - Tribe Rhinocerotini 40.4–11.1 Ma–Present
        - †Gaindatherium[32] 11.6–11.1 Ma
        - Subtribe Rhinocerotina 17.5 Ma–Present[33]
          - †Nesorhinus .70 Ma
          - †Rusingaceros 17.5 Ma
          - Rhinoceros インドサイ、ジャワサイ

      - Tribe Dicerorhinini
        - †Coelodonta ケブカサイ
        - Dicerorhinus スマトラサイ
        - †Dihoplus[34] 11.610–1.810 Ma
        - †Lartetotherium 15.97–8.7 Ma
        - †Stephanorhinus 9.7–0.04 Ma – Merck's rhinoceros & Narrow-nosed rhinoceros

      - Tribe Dicerotini 23.0–Present
        - Ceratotherium シロサイ 7.25–Present
        - Diceros クロサイ 23.0–Present
        - †Paradiceros[35] 15.97–11.61 Ma

      - Rhinocerotinae incertae sedis
        - †Protaceratherium[36]

  - Subfamily Elasmotheriinae
    - †Gulfoceras 23.03–20.43 Ma
    - †Victoriaceros[37] 15 Ma
    - Tribe Diceratheriini
      - †Diceratherium 33.9–11.6 Ma
      - †Penetrigonias
      - †Subhyracodon 38.0–26.3 Ma
      - †Trigonias 37-34 Ma

    - Tribe Elasmotheriini 20.0–0.1 Ma
      - †Bugtirhinus 20.0–16.9 Ma
      - †Caementodon
      - †Elasmotherium エラスモテリウム 3.6–0.039 Ma
      - †Hispanotherium Huaqingtheriumとシノニム 16.0–7.25 Ma
      - †Iranotherium
      - †Kenyatherium[26]
      - †Meninatherium
      - †Menoceras 23.03–16.3 Ma
      - †Ningxiatherium[38]
      - †Ougandatherium[26] 20.0–16.9 Ma
      - †Parelasmotherium[39]
      - †Procoelodonta[40]
      - †Sinotherium 9.0–5.3 Ma

## 生態

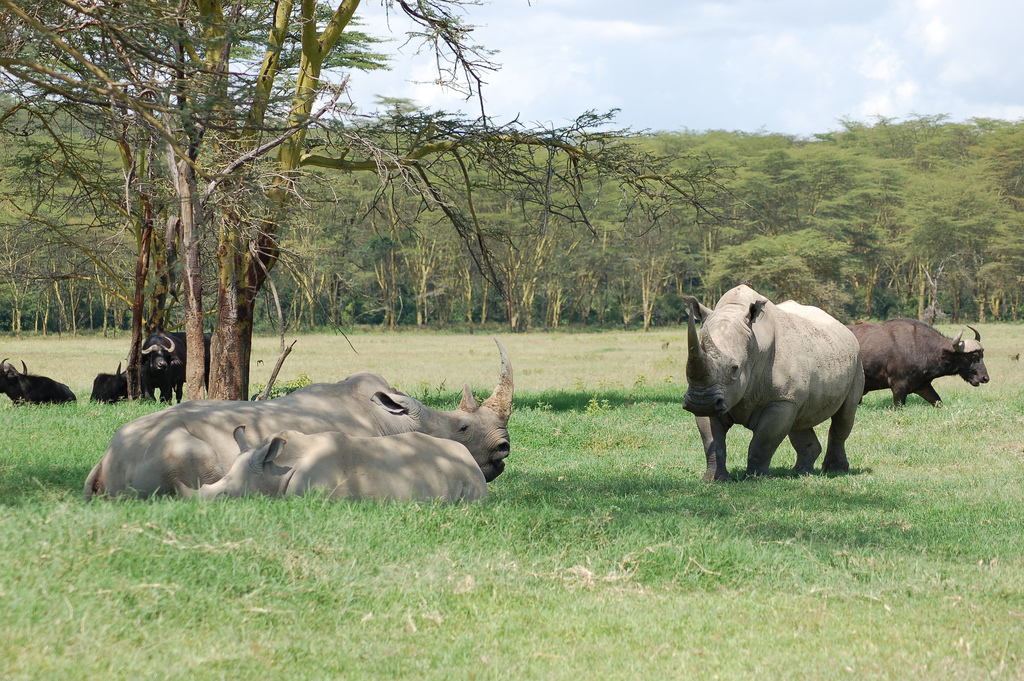
木陰で休むシロサイの群れ。ケニアのナクル湖。

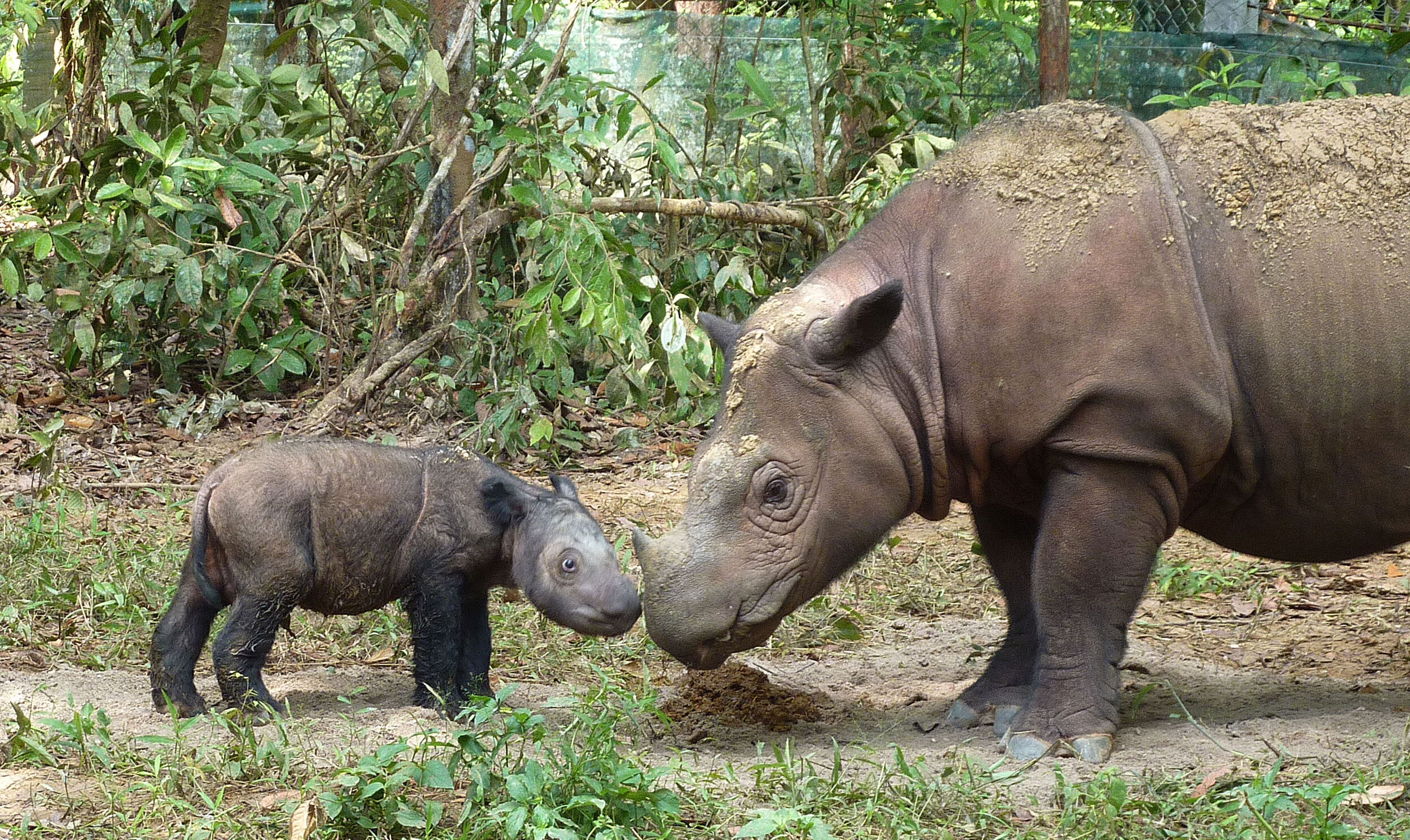
生後4日のスマトラサイとその親

草原や森林、熱帯雨林、湿地に生息する。スマトラサイとジャワサイは、特に河川や沼の周辺に好んで生息する。サイは夜行性あるいは薄明薄暮性である。母親とその幼獣を除けば主に基本的に単独で生活するが、シロサイは若獣が連れ添ったり幼獣がいないメスで6 - 7頭の群れを形成することもあり大規模な群れを形成することもある。短期間であれば日陰や水浴びなどの際に集合することもある。雄は通常、縄張りを持ち、尿や糞、足跡（スマトラサイ）などでマーキングする。そして一生のほとんどを自分のなわばりの中で暮らす。縄張りの大きさは、2〜100平方キロメートルと様々ある。縄張りは厳密ではなく、繁殖期以外は他者の侵犯を見逃したり、縄張りが重なりあう。食料事情や繁殖の為に、縄張りの大きさも変動する。昼間は木陰で休む、水場で水を飲む、水浴びや泥浴びをして体温調節したりする。水浴びや泥浴びを好み、前者は体温の上昇・後者は虫を避ける（皮膚は分厚いが表皮は薄くすぐ下に血管が通っているため）効果があると考えられている。薄明時や夕方に食物を摂取する。

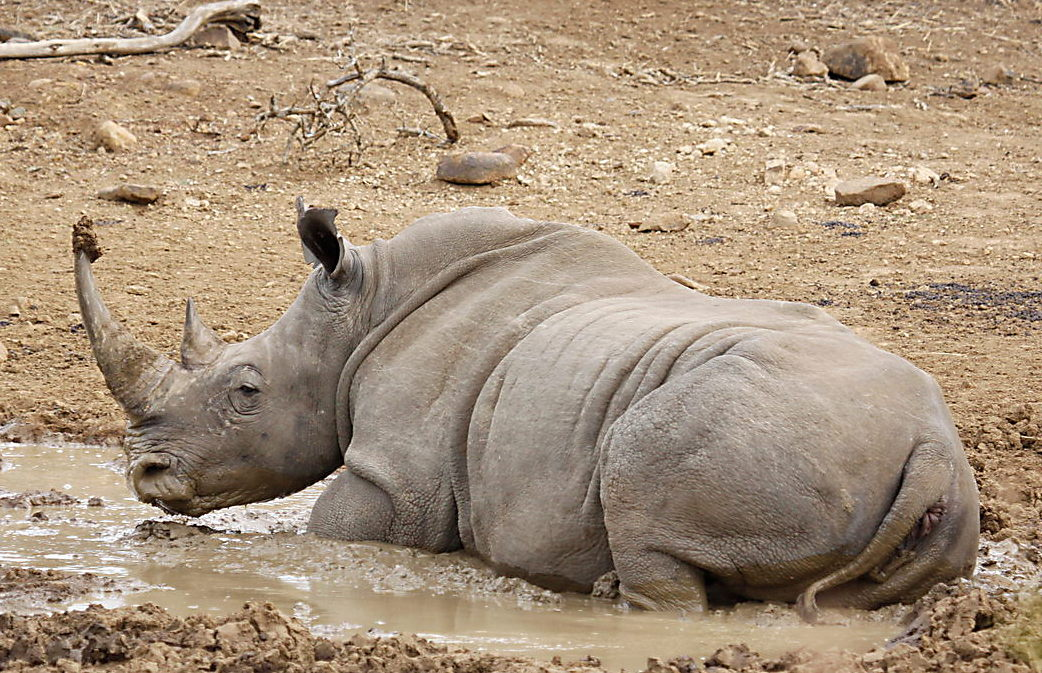
泥浴びするシロサイ

食性は植物食。近くに水場があれば毎日水を飲むが、アフリカ大陸に分布する種は4 - 5日は水場へ行かないこともある。また、塩やミネラルを摂取することが重要で、塩を舐める行為が社会的意味をもっている。またスマトラサイやジャワサイは塩分を摂るために海水を飲むことがある。
クロサイやインドサイは最高時速55kmで走ると言われる（インドサイについては要出典）。
硬い皮膚と大きな体躯を持つことで、肉食獣に襲われて捕食されることはあまり多くない。しかし、幼獣はその限りではない。
胎生。オス同士ではクロサイとシロサイは前方の角を、他種は下顎の牙状の歯を使い激しく争う。妊娠期間15 - 18か月（スマトラサイは8か月とされるが、他種と比較すると極端に短いため未確認とされている）。種によってまちまちだが、オスは約8-10歳で性的に成熟し、メスは5-7歳で成熟する。飼育下での寿命は35〜50年、野生では25〜40年程度と言われている。

## 人間との関係

### 密猟と保護対策

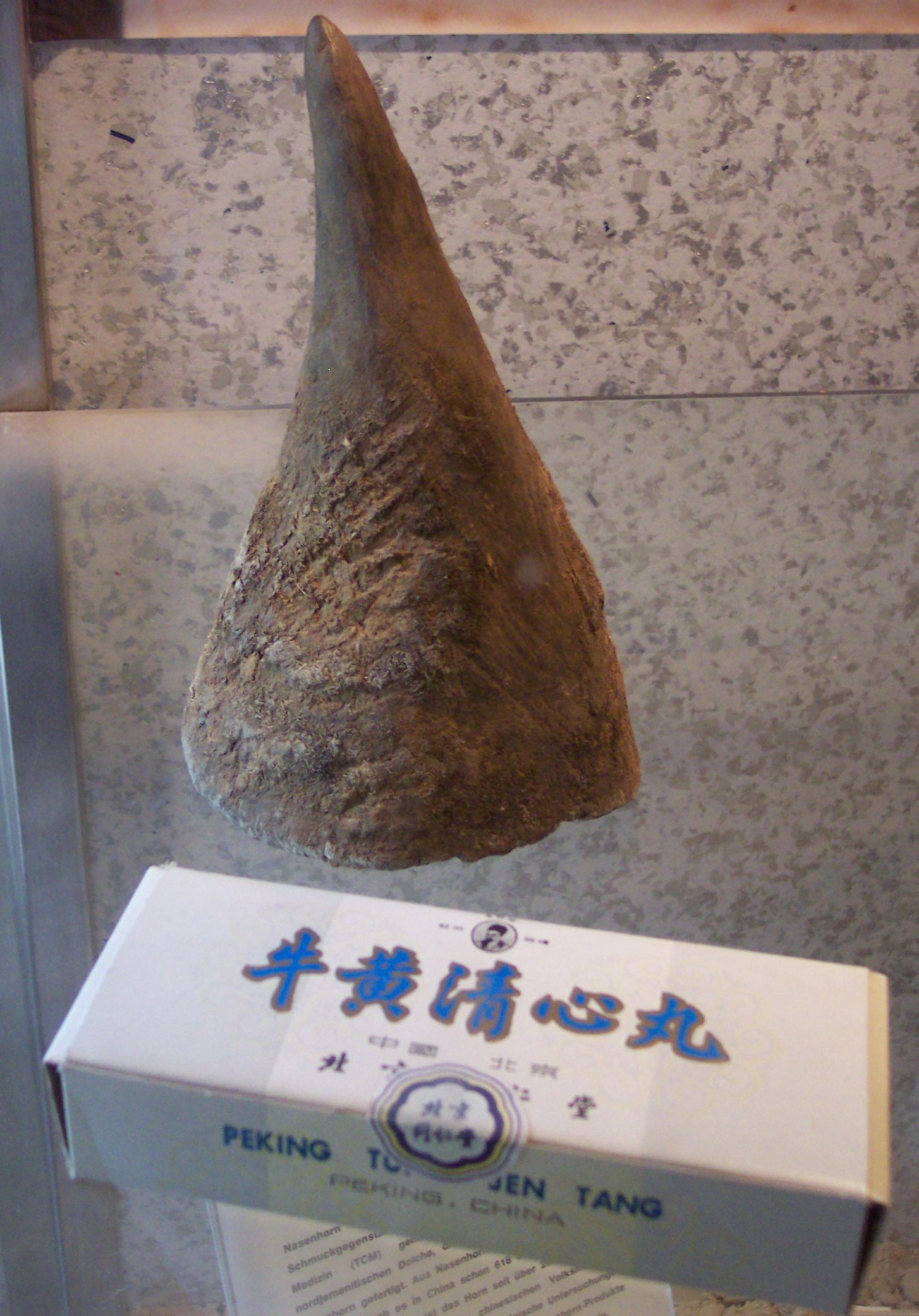
犀角

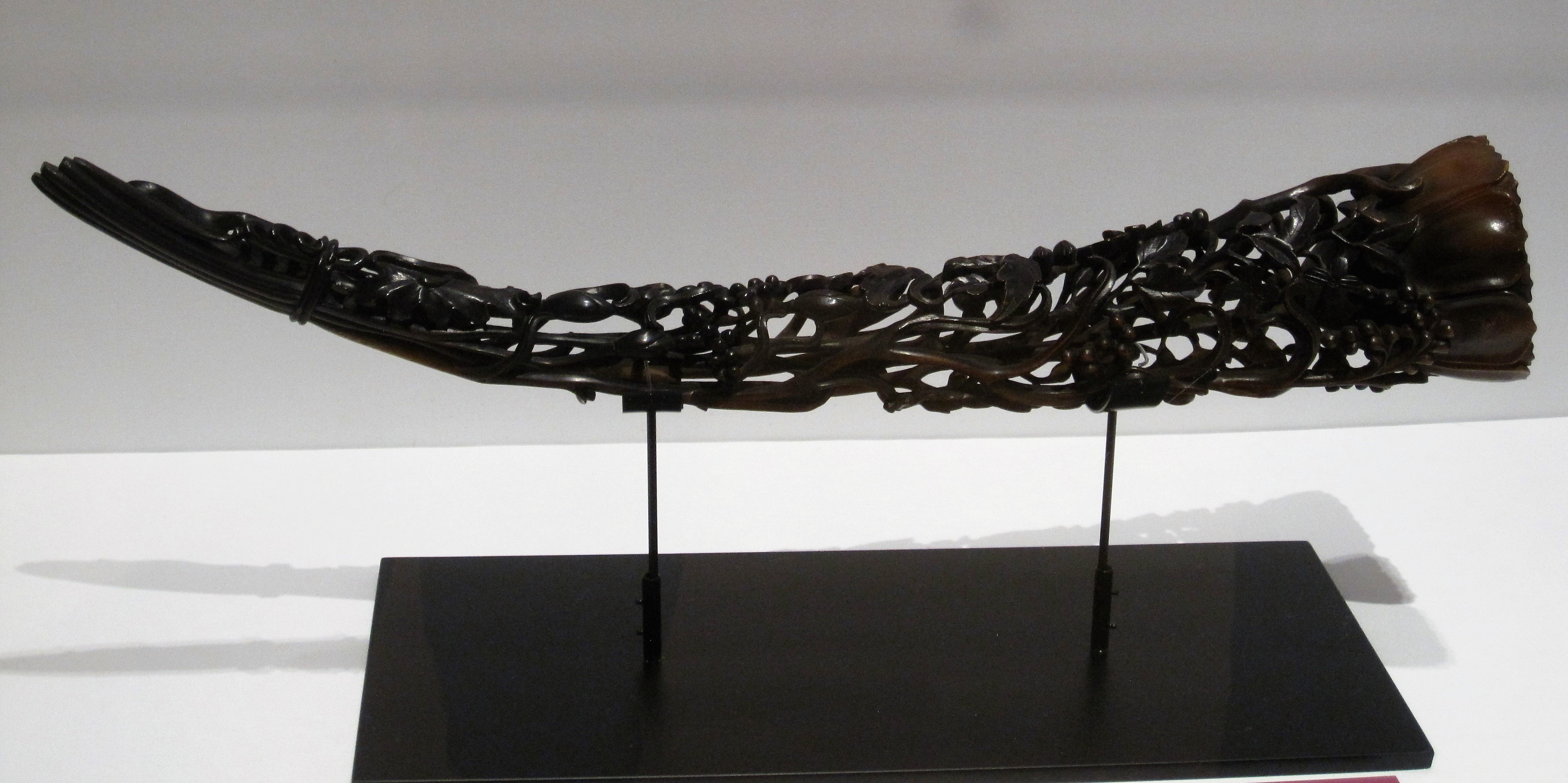
清代の犀角杯、東京国立博物館所蔵。

前述のとおり現生のサイは5種で、そのいずれもが絶滅の危機に瀕している。かつて人間はサイを狩猟し食糧としていたとされるが、現在の生息数減少の主な原因は、生息域の開発と、角を目当てにした密猟で、2008年から急増し現在進行形の脅威である。サイの角は、コカイン、ヘロイン、金よりも高値で取引され、場所によっては1キロ当たり25,000ドルから60,000ドルで取引される。
用途
角は工芸品、ジャンビーヤと呼ばれる中東の短剣の柄、漢方薬の犀角、その他の伝統医学の材料として珍重されている（もっとも角に薬としての効用はほぼない）。
保護
サイ科の5種すべてが絶滅の危機にあり、国際自然保護連合IUCNはジャワサイ、クロサイ、スマトラサイの3種を絶滅危惧 IA 類、絶滅寸前（Critically Endangered）に指定した。とりわけジャワサイ Rhinoceros sondaicus は、地球上で最も数が少ない大型獣として知られており、1967年から1968年に行われた調査では生息数が25頭まで減少したとされた。保護対策には、広報活動、生息域の保全、あらかじめ角を落とす、サイには無害で人間には有害な寄生虫薬の角への注入、WWFなどの保護団体による角へのチップ埋め込み、検疫スキャナーで検知可能な染料による角の染色、空港での検疫など、多岐に渡る。保護活動は一定の成果を生んでいるものの、生息域の治安悪化などで成果が水泡に帰する場合もある。

### 文化への影響
サイは古代から人類と関係を持っていたと考えられている。現存する人類最古の絵画であるフランスのショーヴェ洞窟壁画にもサイ（絶滅したケブカサイと考えられている）は描かれており、これは1〜3万年前のものである。
1515年、アルブレヒト・デューラーは、サイがリスボンに輸入された時の様子を描いた無名の画家のスケッチを元にして、有名な 犀の木版画を創作した。デューラーは実物を見ることができず、描写はいくぶん不正確だが、この木版画は「動物を描写した作品のうち、これほど芸術分野に多大な影響を与えたものはおそらく存在しない」とまでいわれている作品でもある。『犀』は西洋において何度も参照され、絵画や彫刻に影響を与えた。『犀』は『動物図譜』に記載され、日本にも伝わり、谷文晁がそれを模写をした『犀図』を残している。
ビルマ、インド、マレーシアでは、サイが火を潰すとする伝説がある。神話のサイは badak api (マレー語) の名称で呼ばれ、badakは犀、apiは火を意味する。森林の中で火が燃え広がるとサイが現れ、それを踏み消すとされる。なお、この事実が確認されたことはない。しかし、この伝説は映画「The Gods Must Be Crazy（邦題ミラクル・ワールド ブッシュマン）」で紹介され有名になった。
日本や中国では、水犀（みずさい）と呼ばれる動物が絵画などに見られる。頭には角、背中に甲羅、足には蹄を持つとされる。平安末期の国宝鳥獣人物戯画の乙巻には、虎・象・獅子・麒麟・竜といった海外の動物や架空の動物とともに水犀が描かれている。江戸末期の北斎漫画にも水犀が描かれている。世界遺産 日光東照宮の拝殿東面、妻虹梁下にも水犀（通天犀とも）が彫刻されている。
中国では、現在でも犀の角で作られた彫刻や工芸品が重宝され売買されている。中国の検索サイトで犀角を検索すると、検索結果に価格や鑑定方法が挙がる（2016年現在）。西洋諸国のサーカスでは、サイを使うショープログラムがある。現在、多くの国の動物園でサイは飼育展示されている。
韓国のサンヨン自動車が製造/販売するSUV｢ムッソー｣は同車の韓国語版記事によると車名の由来は韓国語でサイを意味する｢무소｣から来ているとされ、実際初代の車名ロゴの｢M｣からはサイの角らしきものが生えている。

### サイの輸送
2010年代以降、ナミビアではサイの遺伝的多様性を確保するため、生息地間で空輸を行うようになった。現地ではサイの空輸をヘリコプターで逆さ吊りにして行っていたことから、コーネル大学の研究者がサイの健康への影響調査を実施、結果として横向きや横ばいの姿勢よりも逆さ吊りの方が血流に問題が生じないことが明らかになった。この研究は2021年にイグノーベル賞を受賞した。

### サイを用いた用語
- 灰色のサイ（Gray Rhino） - 金融市場において破局的な結果を招くと多くの者に予見されているにもかかわらず、軽視されがちな材料（問題）を示す。普段の性格はおとなしいが、一度暴走し始めると誰も手に負えなくなるサイの性格に由来する[54]。